# Ballspielverein Borussia 09 Dortmund 1979-1980
Questa voce raccoglie le informazioni riguardanti il Ballspielverein Borussia 09 Dortmund nelle competizioni ufficiali della stagione 1979-1980.

## Stagione
Nella stagione 1979-1980 il Borussia Dortmund, allenato da Udo Lattek, concluse il campionato di Bundesliga al 6º posto. In Coppa di Germania il Borussia Dortmund fu eliminato in semifinale dal Fortuna Düsseldorf.

## Rosa
| N. |                     | Ruolo | Calciatore          |
| -- | ------------------- | ----- | ------------------- |
|    | Germania (bandiera) | P     | Horst Bertram       |
|    | Germania (bandiera) | P     | Eike Immel          |
|    | Germania (bandiera) | D     | Norbert Dörmann     |
|    | Germania (bandiera) | D     | Horst Freund        |
|    | Germania (bandiera) | D     | Herbert Hein        |
|    | Germania (bandiera) | D     | Lothar Huber        |
|    | Germania (bandiera) | D     | Meinolf Koch        |
|    | Germania (bandiera) | D     | Amand Theis         |
|    | Germania (bandiera) | D     | Hans-Joachim Wagner |
|    | Germania (bandiera) | C     | Paul Holz           |
|    | Germania (bandiera) | C     | Herbert Meyer       |

| N. |                     | Ruolo | Calciatore          |
| -- | ------------------- | ----- | ------------------- |
|    | Germania (bandiera) | C     | Theo Schneider      |
|    | Germania (bandiera) | C     | Werner Schneider    |
|    | Germania (bandiera) | C     | Miroslav Votava     |
|    | Germania (bandiera) | C     | Michael Zorc        |
|    | Germania (bandiera) | A     | Ralf Augustin       |
|    | Germania (bandiera) | A     | Karl Bracklow       |
|    | Germania (bandiera) | A     | Manfred Burgsmüller |
|    | Germania (bandiera) | A     | Wolfgang Frank      |
|    | Germania (bandiera) | A     | Peter Geyer         |
|    | Germania (bandiera) | A     | Norbert Runge       |
|    | Germania (bandiera) | A     | Wolfgang Vöge       |

## Organigramma societario
Area tecnica
- Allenatore: Udo Lattek
- Allenatore in seconda: Rolf Bock
- Preparatore dei portieri:
- Preparatori atletici:

## Calciomercato

### Sessione estiva
| Acquisti | Acquisti        | Acquisti   | Acquisti |
| R.       | Nome            | da         | Modalità |
| -------- | --------------- | ---------- | -------- |
| D        | Norbert Dörmann | Schalke 04 |          |
| C        | Paul Holz       | Bochum     |          |

| Cessioni | Cessioni        | Cessioni         | Cessioni |
| R.       | Nome            | a                | Modalità |
| -------- | --------------- | ---------------- | -------- |
| A        | Burghard Segler | Viktoria Colonia |          |
| A        | Sigfried Held   | Preußen Münster  |          |
| D        | Detlef Meyer    | Wuppertal        |          |

### Sessione invernale
| Acquisti | Acquisti | Acquisti | Acquisti |
| R.       | Nome     | da       | Modalità |
| -------- | -------- | -------- | -------- |

| Cessioni | Cessioni      | Cessioni  | Cessioni |
| R.       | Nome          | a         | Modalità |
| -------- | ------------- | --------- | -------- |
| A        | Joachim Siwek | NAC Breda |          |

## Risultati

### Bundesliga

#### Girone di andata
| Arbitro: | Roth |

|  |           |          |
|  | Marcatori | 21’ Vöge |

| Arbitro: | Luca |

|                                      |           |                     |
| Strack 27’ (aut.) Vöge 65’ Geyer 71’ | Marcatori | 69’ (rig.) Schuster |

| Arbitro: | Hontheim |

|                               |           |           |
| Möhlmann 5’ Wunder 59’ (rig.) | Marcatori | 75’ Runge |

| Arbitro: | Clajus |

|                         |           |            |
| Vöge 64’, 82’ Geyer 65’ | Marcatori | 45’ Funkel |

| Arbitro: | Gabor |

|  |           |                      |
|  | Marcatori | 55’, 64’ Burgsmüller |

| Arbitro: | Redelfs |

|                                  |           |                |
| Woelk 28’ (aut.) Burgsmüller 39’ | Marcatori | 25’, 81’ Knüwe |

| Arbitro: | Niemann |

|                                              |           |                             |
| Burgsmüller 1’, 60’, 68’ Vöge 54’ Votava 56’ | Marcatori | 22’, 35’ Schmitz 75’ Allofs |

| Arbitro: | Brückner |

|           |           |                          |
| Klotz 33’ | Marcatori | 21’ Burgsmüller 78’ Vöge |

| Arbitro: | Messmer |

|                      |           |  |
| Burgsmüller 24’, 86’ | Marcatori |  |

| Arbitro: | Hennig |

|                        |           |                 |
| Hörster 24’ Herzog 59’ | Marcatori | 22’ Burgsmüller |

| Arbitro: | Walz |

|                      |           |                |
| Geyer 22’ Votava 23’ | Marcatori | 13’ Berkemeier |

| Arbitro: | Aldinger |

|                                         |           |  |
| Hrubesch 26’ Keegan 56’ Buljan 79’, 89’ | Marcatori |  |

| Arbitro: | Meuser |

|           |           |            |
| Runge 58’ | Marcatori | 15’ Nickel |

| Arbitro: | Quindeau |

|                                                                  |           |                                  |
| Niedermayer 3’ Augenthaler 9’ Rummenigge 33’ Breitner 65’ (rig.) | Marcatori | 38’ (rig.) Huber 81’ Burgsmüller |

| Arbitro: | Roth |

|                                         |           |          |
| Theis 12’ Burgsmüller 43’, 83’ Vöge 78’ | Marcatori | 5’ Sidka |

| Arbitro: | Horstmann |

|                |           |  |
| Buttgereit 46’ | Marcatori |  |

| Arbitro: | Brückner |

|                                                                   |           |                       |
| Meyer 6’ Burgsmüller 11’, 88’ Vöge 48’ Geyer 59’ Huber 78’ (rig.) | Marcatori | 12’ Neues 71’ Pirrung |

#### Girone di ritorno
| Arbitro: | Linn |

|  |           |                |
|  | Marcatori | 50’ Hölzenbein |

| Arbitro: | Niemann |

|                                                  |           |          |
| Müller 50’ Woodcock 64’ Neumann 78’ Schuster 84’ | Marcatori | 90’ Vöge |

| Arbitro: | Engel |

|                                                      |           |  |
| Vöge 18’ Schneider 35’, 60’ Burgsmüller 66’ Hein 78’ | Marcatori |  |

| Arbitro: | Joos |

|                                     |           |  |
| Mattsson 10’, 80’ Funkel 35’ (rig.) | Marcatori |  |

| Dortmund 23 febbraio 1980, ore 15:30 CET 22ª giornata | Borussia Dortmund | 0 – 0 referto | Monaco 1860 | Westfalenstadion (21 600 spett.)\| Arbitro: \| Treib \| |
| Arbitro:                                              | Treib             |               |             |                                                         |

| Arbitro: | Ahlenfelder |

|               |           |                     |
| Abel 30’, 54’ | Marcatori | 21’ Frank 90’ Huber |

| Arbitro: | Walz |

|                        |           |          |
| Allofs 12’ (rig.), 68’ | Marcatori | 77’ Koch |

| Arbitro: | Horstmann |

|                      |           |                                           |
| Geyer 51’ Votava 57’ | Marcatori | 25’, 69’ Kelsch 66’ Schmider 73’ Ohlicher |

| Arbitro: | Linn |

|              |           |  |
| Popivoda 36’ | Marcatori |  |

| Arbitro: | Hontheim |

|                           |           |                   |
| Burgsmüller 23’ Geyer 70’ | Marcatori | 85’ (aut.) Wagner |

| Arbitro: | Hennig |

|                       |           |                   |
| Höfer 58’ Drexler 68’ | Marcatori | 9’ Frank 82’ Vöge |

| Arbitro: | Luca |

|                |           |                            |
| Frank 62’, 82’ | Marcatori | 23’ Magath 36’ (aut.) Koch |

| Arbitro: | Redelfs |

|                             |           |                          |
| Kulik 56’ Nickel 68’ (rig.) | Marcatori | 21’ Wagner 26’ Schneider |

| Arbitro: | Engel |

|            |           |  |
| Votava 21’ | Marcatori |  |

| Arbitro: | Aldinger |

|                                          |           |                |
| Schlumberger 36’ Remark 39’ Agerbeck 50’ | Marcatori | 69’, 73’ Frank |

| Arbitro: | Roth |

|                          |           |             |
| Burgsmüller 7’, 34’, 52’ | Marcatori | 29’ Seliger |

| Arbitro: | Michel |

|                  |           |                         |
| Briegel 69’, 87’ | Marcatori | 23’ Schneider 79’ Frank |

### Coppa di Germania
| Arbitro: | Pauly |

|                                                          |           |  |
| Burgsmüller 4’, 20’, 38’, 64’, 66’ Votava 32’ Segler 60’ | Marcatori |  |

| Arbitro: | Engel |

|             |           |                                      |
| Sarroca 55’ | Marcatori | 9’ Dörmann 95’ Burgsmüller 105’ Hein |

| Arbitro: | Gabor |

|                                      |           |                |
| Frank 39’ Burgsmüller 116’ Vöge 117’ | Marcatori | 75’ Eilenfeldt |

| Arbitro: | Aldinger |

|                          |           |             |
| Burgsmüller 3’ Frank 65’ | Marcatori | 80’ Kanders |

| Arbitro: | Heitmann |

|                                              |           |             |
| Förster 37’ (aut.) Frank 40’ Burgsmüller 81’ | Marcatori | 66’ Förster |

| Arbitro: | Messmer |

|                            |           |           |
| Wenzel 37’ Allofs 60’, 77’ | Marcatori | 52’ Frank |

## Statistiche

### Statistiche di squadra
| Competizione      | Punti | In casa | In casa | In casa | In casa | In casa | In casa | In trasferta | In trasferta | In trasferta | In trasferta | In trasferta | In trasferta | Totale | Totale | Totale | Totale | Totale | Totale | DR  |
| Competizione      | Punti | G       | V       | N       | P       | Gf      | Gs      | G            | V            | N            | P            | Gf           | Gs           | G      | V      | N      | P      | Gf     | Gs     | DR  |
| ----------------- | ----- | ------- | ------- | ------- | ------- | ------- | ------- | ------------ | ------------ | ------------ | ------------ | ------------ | ------------ | ------ | ------ | ------ | ------ | ------ | ------ | --- |
| Bundesliga        | 36    | 17      | 11      | 4       | 2       | 43      | 21      | 17           | 3            | 4            | 10           | 21           | 35           | 34     | 14     | 8      | 12     | 64     | 56     | +8  |
| Coppa di Germania | -     | 4       | 4       | 0       | 0       | 15      | 3       | 2            | 1            | 0            | 1            | 4            | 4            | 6      | 5      | 0      | 1      | 19     | 7      | +12 |
| Totale            | 36    | 21      | 15      | 4       | 2       | 58      | 24      | 19           | 4            | 4            | 11           | 25           | 39           | 40     | 19     | 8      | 13     | 83     | 63     | +20 |

### Andamento in campionato
| Giornata  | 1 | 2 | 3 | 4 | 5 | 6 | 7 | 8 | 9 | 10 | 11 | 12 | 13 | 14 | 15 | 16 | 17 | 18 | 19 | 20 | 21 | 22 | 23 | 24 | 25 | 26 | 27 | 28 | 29 | 30 | 31 | 32 | 33 | 34 |
| --------- | - | - | - | - | - | - | - | - | - | -- | -- | -- | -- | -- | -- | -- | -- | -- | -- | -- | -- | -- | -- | -- | -- | -- | -- | -- | -- | -- | -- | -- | -- | -- |
| Luogo     | T | C | T | C | T | C | C | T | C | T  | C  | T  | C  | T  | C  | T  | C  | C  | T  | C  | T  | C  | T  | T  | C  | T  | C  | T  | C  | T  | C  | T  | C  | T  |
| Risultato | V | V | P | V | V | N | V | V | V | P  | V  | P  | N  | P  | V  | P  | V  | P  | P  | V  | P  | N  | N  | P  | P  | P  | V  | N  | N  | N  | V  | P  | V  | N  |
| Posizione | 5 | 2 | 4 | 2 | 2 | 2 | 1 | 1 | 1 | 1  | 1  | 2  | 2  | 4  | 3  | 5  | 3  | 5  | 5  | 4  | 7  | 6  | 7  | 7  | 7  | 8  | 8  | 7  | 6  | 6  | 6  | 6  | 6  | 6  |

Legenda:

Luogo: C = Casa; T = Trasferta. Risultato: V = Vittoria; N = Pareggio; P = Sconfitta.

### Statistiche dei giocatori
| Giocatore      | Bundesliga | Bundesliga | Bundesliga  | Bundesliga | Coppa di Germania | Coppa di Germania | Coppa di Germania | Coppa di Germania | Totale   | Totale | Totale      | Totale     |
| Giocatore      | Presenze   | Reti       | Ammonizioni | Espulsioni | Presenze          | Reti              | Ammonizioni       | Espulsioni        | Presenze | Reti   | Ammonizioni | Espulsioni |
| -------------- | ---------- | ---------- | ----------- | ---------- | ----------------- | ----------------- | ----------------- | ----------------- | -------- | ------ | ----------- | ---------- |
| R. Augustin    | 4          | 0          | 1           | 0          | 0                 | 0                 | 0                 | 0                 | 4        | 0      | 1           | 0          |
| H. Bertram     | 0          | 0          | 0           | 0          | 0                 | 0                 | 0                 | 0                 | 0        | 0      | 0           | 0          |
| K. Bracklow    | 0          | 0          | 0           | 0          | 0                 | 0                 | 0                 | 0                 | 0        | 0      | 0           | 0          |
| M. Burgsmüller | 34         | 20         | 3           | 0          | 6                 | 9                 | 1                 | 0                 | 40       | 29     | 4           | 0          |
| N. Dörmann     | 15         | 0          | 3           | 0          | 4                 | 1                 | 1                 | 0                 | 19       | 1      | 4           | 0          |
| W. Frank       | 24         | 7          | 1           | 0          | 5                 | 4                 | 0                 | 0                 | 29       | 11     | 1           | 0          |
| H. Freund      | 0          | 0          | 0           | 0          | 0                 | 0                 | 0                 | 0                 | 0        | 0      | 0           | 0          |
| P. Geyer       | 34         | 6          | 2           | 0          | 6                 | 0                 | 0                 | 0                 | 40       | 6      | 2           | 0          |
| H. Hein        | 32         | 1          | 3           | 0          | 4                 | 1                 | 0                 | 0                 | 36       | 2      | 3           | 0          |
| P. Holz        | 11         | 0          | 1           | 0          | 4                 | 0                 | 0                 | 0                 | 15       | 0      | 1           | 0          |
| L. Huber       | 28         | 3          | 8           | 0          | 5                 | 0                 | 2                 | 0                 | 33       | 3      | 10          | 0          |
| E. Immel       | 34         | 0          | 0           | 0          | 6                 | 0                 | 0                 | 0                 | 40       | 0      | 0           | 0          |
| M. Koch        | 15         | 1          | 0           | 0          | 3                 | 0                 | 1                 | 0                 | 18       | 1      | 1           | 0          |
| H. Meyer       | 23         | 1          | 4           | 0          | 5                 | 0                 | 1                 | 0                 | 28       | 1      | 5           | 0          |
| N. Runge       | 10         | 2          | 1           | 0          | 2                 | 0                 | 0                 | 0                 | 12       | 2      | 1           | 0          |
| T. Schneider   | 14         | 2          | 1           | 0          | 2                 | 0                 | 0                 | 0                 | 16       | 2      | 1           | 0          |
| W. Schneider   | 33         | 2          | 4           | 0          | 6                 | 0                 | 1                 | 0                 | 39       | 2      | 5           | 0          |
| B. Segler      | 1          | 0          | 0           | 0          | 1                 | 1                 | 0                 | 0                 | 2        | 1      | 0           | 0          |
| A. Theis       | 21         | 1          | 4           | 1          | 3                 | 0                 | 1                 | 0                 | 24       | 1      | 5           | 1          |
| M. Votava      | 33         | 4          | 1           | 0          | 5                 | 1                 | 0                 | 0                 | 38       | 5      | 1           | 0          |
| W. Vöge        | 24         | 11         | 2           | 0          | 5                 | 1                 | 0                 | 0                 | 29       | 12     | 2           | 0          |
| H. Wagner      | 28         | 1          | 7           | 0          | 4                 | 0                 | 1                 | 0                 | 32       | 1      | 8           | 0          |
| M. Zorc        | 0          | 0          | 0           | 0          | 0                 | 0                 | 0                 | 0                 | 0        | 0      | 0           | 0          |